# Конопкі (гміна Радзілув)
Конопкі (пол. Konopki) — село в Польщі, у гміні Радзілув Ґраєвського повіту Підляського воєводства.
Населення — 27 осіб (2011).

## Демографія
Демографічна структура станом на 31 березня 2011 року:
|          | Загалом | Допрацездатний вік | Працездатний вік | Постпрацездатний вік |
| -------- | ------- | ------------------ | ---------------- | -------------------- |
| Чоловіки | 17      | 1                  | 15               | 1                    |
| Жінки    | 10      | 0                  | 7                | 3                    |
| Разом    | 27      | 1                  | 22               | 4                    |